# Караулов, Андрей Викторович
Андре́й Ви́кторович Карау́лов (род. 10 сентября 1958, Калининград, Московская область) — советский и российский журналист, телеведущий, блогер. Кандидат искусствоведения (1990). Наиболее известен как автор и ведущий публицистических программ «Момент истины» (1989—2016) и «Русский век» (1998—2006), в разное время транслировавшихся российскими телеканалами. Президент ТОО «Телевизионная корпорация „Момент истины“». Лауреат телевизионной премии «ТЭФИ» (1995).

## Биография
Родился 10 сентября 1958 года в городе Калининграде (ныне Королёв) Московской области РСФСР.
В 1976 году работал разнорабочим завода «Салют» в Москве.
В 1981 году окончил театроведческий факультет ГИТИСа. 
С 1982 года по 1983 год проходил срочную службу в Театре Советской армии.
С 1983 года по 1985 год — редактор журнала «Театральная жизнь».
С 1985 года по 1988 год — заведующий отделом юмора журнала «Огонёк».
С 1988 года по 1990 год работал в альманахе «Наше наследие». Печатался в газете «Советская Россия».
В 1990 году защитил диссертацию на соискание учёной степени кандидата искусствоведения по теме «Искусство актрисы Д. В. Зеркаловой (1900–1932)».
С 1990 года — заведующий отделом журнала «Родина».
В 1991 году — заведующий отделом литературы и искусства «Независимой газеты».
В августе 1991 года присутствовал на пресс-конференции ГКЧП вместе с Татьяной Малкиной, журналисткой из «Независимой газеты», задавшей вопрос про «государственный переворот».
С 1992 по 2016 год — автор и ведущий программы «Момент истины».
В 1992—1997 годах «Момент истины» выходил на канале РТР. В 1997 году вступил в конфликт с председателем ВГТРК Николаем Сванидзе и его заместителем Михаилом Лесиным, в результате которого передачу сняли с эфира.
В 1998—1999 годах передача выходила на ТНТ в формате ток-шоу.
С 6 февраля 2000 по 27 сентября 2010 года — на телеканале «ТВ Центр». В связи с уходом программы с «ТВ Центра» информация о ней была удалена с сайта телеканала.
С 6 июня 2011 по 26 декабря 2016 года передача выходила на «Пятом канале».
В 1998—2006 годах — автор и ведущий программы в формате интервью «Русский век» на телеканале НТВ, затем на телеканале ТВЦ.
Также вёл программы «Ворованный воздух» и «Русские люди» на телеканале ТНТ, «Вокруг Кремля» на канале REN-TV и «Национальное достояние» на ТВЦ.
В 2007 году было возбуждено Следственным комитетом Российской Федерации уголовное дело о незаконной прослушке, в том числе Караулова.
Автор политических книг «Вокруг Кремля» (второе издание книги вышло в 2 томах в издательстве «Слово»). Первое издание книги «Вокруг Кремля» вышло в 1990 году и, по мнению автора, цель этой книги состояла в том, чтобы «через цикл диалогов показать, как в течение одного года жила и развивалась общественно-политическая мысль, куда и к чему шли…»; «Русское солнце». Автор монографий «Театр, 1980-е», «Олег Иванович Борисов», «Упрощённый театр».
Автор документального 4-серийного фильма «Неизвестный Путин».
Владеет немецким языком. С 2011 года — активный участник ток-шоу на федеральных каналах, посвящённых политическим и социальным темам (с середины 2017 года появляется, в основном, в передачах «Первого канала» — «Пусть говорят», «На самом деле», «Эксклюзив», «Семейные тайны»).
C апреля 2018 по май 2022 года вёл свой канал на YouTube, который имел более 2,1 млн подписчиков, до его блокировки администрацией YouTube.
В начале ноября 2022 года Караулов сообщил, что имеет статус свидетеля в деле по заявлению главы «Ростеха» Сергея Чемезова по статье «Клевета», вскоре МВД России объявило Караулова в розыск.
В середине марта 2023 года Караулов снова был привлечён к уголовной ответственности в России за клевету, а по десяткам связанных с журналистом адресов в столичном регионе прошли обыски. Поводом для возбуждения второго уголовного дела стало заявление режиссёра Никиты Михалкова, которого журналист обвинил в вырубке лесов в Нижегородской области.
В апреле 2023 года газета «Коммерсантъ» сообщила, что в отношении журналиста возбуждено дело о незаконной предпринимательской деятельности (ст. 171 УК РФ). По данным издания, на Караулова и его родственников оформлены как минимум 50 квартир в Москве, которые он якобы нелегально на протяжении последних четырёх лет сдавал через третьих лиц. Вместе с тем адвокат журналиста заявлял ТАСС, что уголовное дело, «если и возбуждено, то в отношении неустановленных лиц». Вину в инкриминируемых преступлениях Караулов не признаёт.
1 июня 2023 года следствие объединило в одно производство уголовные дела о клевете по заявлениям главы «Ростеха» Сергея Чемезова и режиссёра Никиты Михалкова в отношении Андрея Караулова.
30 июня 2023 года Минюстом РФ объявлен «иностранным агентом».
25 августа 2023 года Караулов зарегистрировал ООО «Иноагент АВК». С 12 апреля 2024 года оно внесено Минюстом РФ в реестр «иноагентов».

## Семья
Жены:
- Первый брак
  - дочь Лидия, работает на Первом канале
- Второй брак — Наталья Миронова, дочь драматурга и сценариста Михаила Шатрова
  - дочь Софья.
- Третий брак — Ксения Караулова
  - сын Василий, учится на экскурсовода.
- Четвёртый брак — Юлия Мареева[31] . До брака с Карауловым училась в РГГУ[32]. В возрасте 21 года Мареева познакомилась с Карауловым, которому было тогда 53 года[32]. Большой портрет Мареевой висел в программе «Момент истины» рядом с головой Караулова[32]. Однако после закрытия программы семья фактически распалась.
- Пятый брак — Варвара Прошутинская (род. 1990), внучка известной телеведущей Киры Прошутинской[33].

## Фильмография

### Документальные фильмы
- 2018 — Путин как superstar[34]
- 2017 — Глазами клоуна[6]
- 2014 — Как погиб «Боинг»
- 2014 — Обыкновенный фашизм
- 2013 — Бои без правил
- 2012 — Гормост приказал умереть
- 2012 — Над пропастью во лжи
- 2012 — Греф обманул Путина, или Это неправда!
- 2012 — Модный приговор судьи Федина
- 2012 — Игорь Коротченко, служба Родине
- 2012 — Мишень для игры в дартс
- 2011 — Отец (в 3 частях)
- 2011 — Неизвестный Путин: Жизнь и работа этого человека за последние 10 лет (в 4 частях)[35]
- 2011 — Ходорковский. Тру(б)пы (в 2 частях)
- 2010 — Скунс
- 1998 — «Русский век» в гостях у Олега Попова[36]

### Художественные фильмы
- 2003 — Истина момента (сериал) Азербайджан, Турция, Россия — камео